# Râul Săldăbagiu
Râul Săldăbagiu este un curs de apă, afluent al râului Barcău. 